# همه اینها به‌همراه بهشت
همه اینها به‌همراه بهشت (به انگلیسی: All This, and Heaven Too) فیلمی ۱۴۱ دقیقه‌ای به کارگردانی آناتول لیتواک با بازی بت دیویس محصول کشور ایالات متحده آمریکا است.